# Памятник морякам Азовской военной флотилии (Приморско-Ахтарск)
Памятник морякам Азовской военной флотилии — памятник в городе Приморско-Ахтарске Краснодарского края. Установлен в мае 1975 года на набережной Азовского моря. Является объектом культурного наследия регионального значения.

## История
Памятник морякам Азовской военной флотилии находится в центре города Приморско-Ахтарска, на набережной, в начале главной городской магистрали — улицы 50 лет Октября. Памятник представляет собой бронекатер установленный на постамент.
В годы Великой Отечественной войны, с октября 1941 по апрель 1944 годов, с семимесячным перерывом, в станице Приморско-Ахтарской находился штаб Азовской военной флотилии. Об этом факте повествует мемориальная доска на доме № 55 по улице Свободной, где он размещался в специально построенном бункере. Текст доски гласит: «Здесь в годы Великой Отечественной войны находился штаб Азовской военной флотилии под командованием контр-адмирала С. Г. Горшкова».
Действуя на мелкотоннажных кораблях по протокам дельты Дона и побережью Азовского моря, вдоль оккупированной врагом территории, моряки Азовской военной флотилии высаживали морские десанты и поддерживали боевые действия основных сил, тем самым способствовали освобождению городов Приазовья.
За годы войны, около 1500 моряков Азовской военной флотилии были награждены орденами и медалями. Среди них было много Героев Советского Союза.
В память о боевой славе моряков-азовцев на набережной города, на постамент был поставлен бронекатер проекта 1125 (бортовой номер 124), который выводили в походы на врага лейтенанты В. Доданов, В. Григорьев, старший лейтенант М. Соколов, удостоенный звания Героя Советского Союза. Особо отличился корабль в составе бригады бронекатеров при высадке десанта на Керченский полуостров осенью 1943 года. Имя Азовской флотилии носит также одна из улиц Приморско-Ахтарска.

## Описание
Памятник представляет собой подлинный бронекатер проекта 1125 (бортовой номер 124), установленный на высоком бетонном постаменте.
Катер был заложен в июне 1942 года, спущен на воду весной 1943 года. 25 июля 1943 года бронекатер был включён в состав Азовской военной флотилии. Участвовал в Новороссийско-Таманской наступательной и Керченско-Эльтигенской десантной операциях. 13 апреля 1944 года переведён в Дунайскую военную флотилию, где участвовал в Будапештской и Венской наступательных операциях.
9 мая 1975 года, к тридцатилетию окончания Великой Отечественной войны, бронекатер был поставлен на постамент. На постаменте была закреплена аннотационная доска с надписью: «Памяти моряков Азовской военной флотилии».